# Nowoiwaniwśke (obwód charkowski)
Nowoiwaniwśke (ukr. Новоіванівське, do 2016 Żowtnewe, ukr. Жовтневе) – wieś na Ukrainie, w obwodzie charkowskim, w rejonie bogoduchowskim, w hromadzie Kołomak. W 2001 liczyła 213 mieszkańców, spośród których 194 wskazało jako ojczysty język ukraiński, 9 rosyjski, a 10 białoruski.